# 羊城桂氏
羊城桂氏是一个清代活跃在广州的官宦、学术世家。始祖桂应和，祖籍浙江慈溪，在乾隆年间因任幕僚定居广州，后落籍广州府南海县（今广州市越秀区）。清代广东著名诗人张维屏赞许当时的桂氏家族：“一门俊彦，棣萼多才，科第联翩，方兴未艾。”

## 家族知名成员
- 桂应和 在广州任官员幕僚。
  - 桂鸿 曾任安徽泾县知县。著有《渐斋诗抄》。
    - 桂士杞 候选州判。编成《友山诫子录》。
      - 桂文燿（又作桂文耀）（？－1854年），道光九年（1829年）联捷己丑科进士，曾任湖广道监察御史、常州府知府、苏州府知府、淮海河防兵备道。著有《群经补正》、《席月山房词》、《清芬小草》等。
      - 桂文灿：经学家。生平潜心经术，著述甚丰，有《四书集注笺》、《周礼通释》、《经学博采录》、《子思子集解》、《潜心堂文集》、《毛诗释地》、《广东图说》等50余种，主持修撰《广东图志》，曾任湖北郧县知县。
        - 桂坛：举人，曾任福建船政教习，著有《晦木轩稿》。
        - 桂坫：光緒二十年（1894年）中進士，曾任浙江严州府知府，国史馆总纂，1915年任广东通志馆总篆，著有《晋砖宋瓦实类稿》、《科学韵语》、《说文简易释例》等。

      - 桂文炽：曾任学海堂学长，著有《鹿鸣山馆稿》。